# Mangelia pallaryi

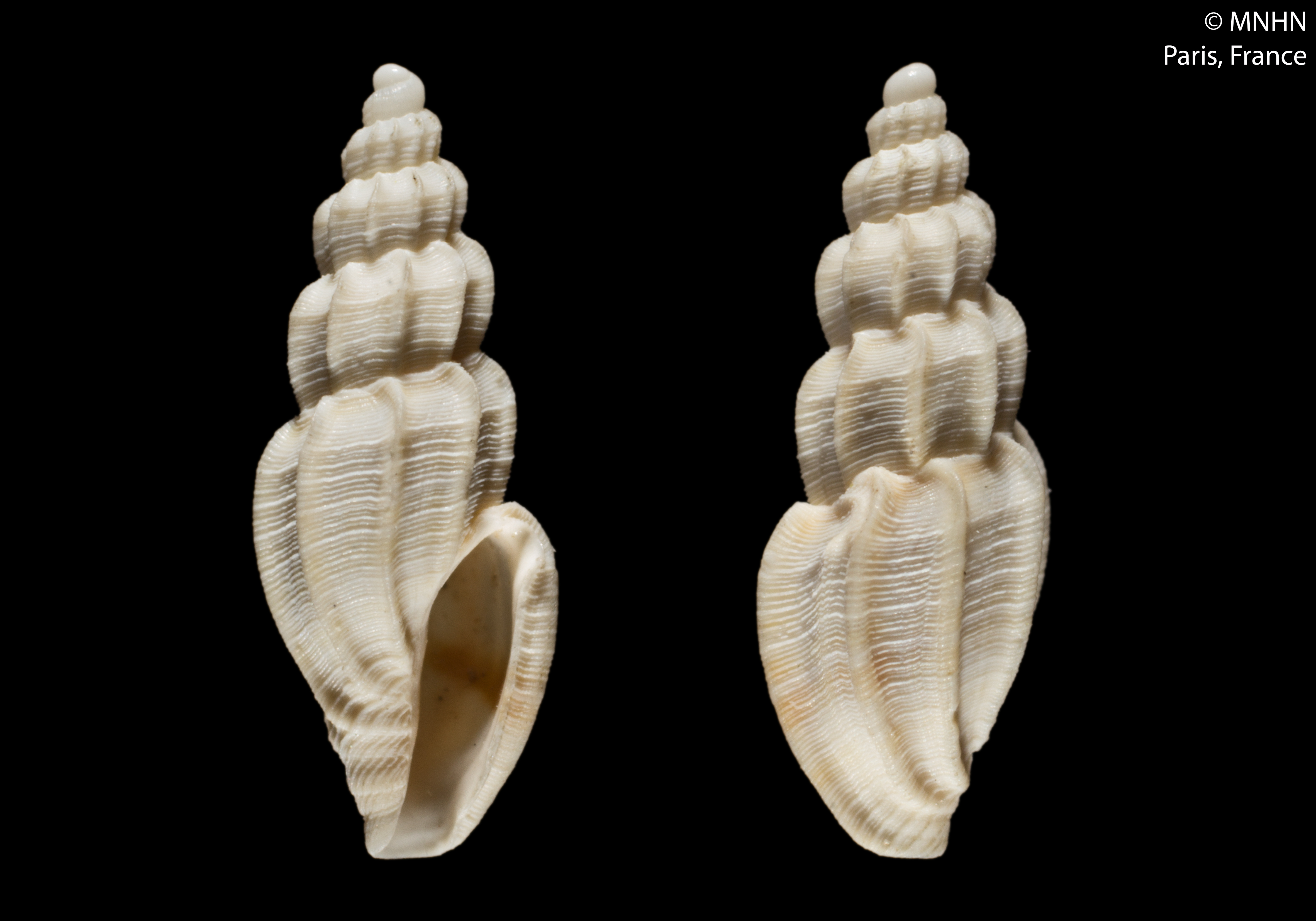
Mangelia pallaryi (F. Nordsieck, 1977)

Mangelia pallaryi é uma espécie de gastrópode do gênero Mangelia, pertencente a família Mangeliidae.